# Riviera de Ponent

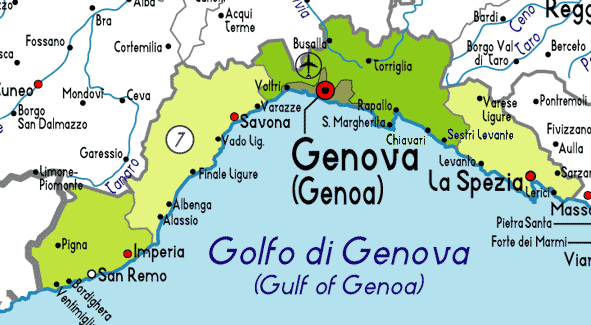

La Riviera de Ponent (Riviera ligure di ponente en italià, Rivëa de Ponente en lígur) és la regió geogràfica que comprèn el tram de costa situat a la part occidental de Ligúria conegut com a Riviera ligur (o simplement Riviera). S'estén des dels barris occidentals de Gènova fins al límit amb França, a les proximitats de la ciutat de Ventimiglia. Des del punt de vista geogràfic el límit oriental de la Riviera de Ponent està sobre el punt més septentrional del mar de Ligúria a la desembocadura del torrent Leira, mentre que l'occidental està ubicat a la zona de Cap Martin, uns 5 km a l'oest de Menton.
Es contraposa, convencional i geogràficament, amb la Riviera de Llevant.

## Subdivisions de la Riviera de Ponent
El llarg tram de costa que corre entre les valls i el mar dels Liguri di ponente assumeix diversos noms. Les dues fraccions habitualment més conegudes són:
- la Riviera delle Palme (Ligúria) que al seu torn es divideix en Riviera del Beigua, Finalese i Albenganese.
- la Riviera dei Fiori dividida en Imperiese, Sanremese i Ventimigliese.

## Característiques físiques
Està caracteritzada per platges molt àmplies i arenoses. També en aquest tram de costa es troben nombrosos llocs de gran bellesa i tradició turística, a més de l'important port de Savona i al municipi de Sanremo, famós pel Festival de la cançó de Sanremo i el Ral·li de Sanremo.

## Municipis
Sobre la Riviera de Ponent es troben les següents localitats costaneres, d'est a oest:
| Província | Municipis |
| --------- | --- |
| Gènova    | Arenzano, Cogoleto |
| Savona    | Varazze, Celle Ligure, Albisola Superiore, Albissola Marina, Savona, Vado Ligure, Bergeggi, Spotorno, Noli, Finale Ligure, Borgio Verezzi, Pietra Ligure, Loano, Borghetto Santo Spirito, Ceriale, Albenga, Alassio, Laigueglia, Andora |
| Imperia   | Cervo, San Bartolomeo al Mare, Diano Marina, Imperia, San Lorenzo al Mare, Santo Stefano al Mare, Riva Ligure, Arma-Taggia, Sanremo, Ospedaletti, Bordighera, Vallecrosia, Ventimiglia                                                  |